# عقد 760
عقد 760 هو عقد امتد بين 1 يناير 760 و31 ديسمبر 769 بحسب التقويم الميلادي. سبقه عقد 750 ولحقه عقد 770.

## مواليد
- يحيى بن يحيى الليثي (769)
- بشر الحافي (769)
- علي الرضا (766)
- حفص الدوري (767)
- الفضل البرمكي (766)
- إبراهيم النظام (765)
- جعفر البرمكي (767)
- زبيدة بنت جعفر (766)
- هارون الرشيد (766)
- أبو ثور البغدادي (764)
- أبو زكريا الفراء (761)

## وفيات
- شوانزونغ إمبراطور تانغ (762)
- هشام بن عروة (763)
- سليمان بن طرخان التيمي (761)
- جعفر الصادق (765)
- عمرو بن عبيد (761)
- ابن ميادة (766)
- شريك بن عبد الله بن أبي نمر (761)
- محمد النفس الزكية (762)
- خائيل الأول (767)
- بيبان القصير (768)
- عبد الله بن علي بن عبد الله (764)

## كتب
- Yves Denis Papin (1998). Chronologie de l'histoire ancienne. Lieu de publication non identifié: Éditions Jean-paul Gisserot. ISBN:2-87747-346-5. OCLC:40746926. مؤرشف من الأصل في 2022-03-16.
- موسوعة حضارة العالم (2002) لأحمد محمد عوف.

## روابط خارجية
- تصفح سنة بسنة عقد 760 على موقع onthisday.com
- تصفح سنة بسنة عقد 760 ابتداءً من سنة عقد 760 على موقع المكتبة الوطنية الفرنسية